# 河南省民政厅

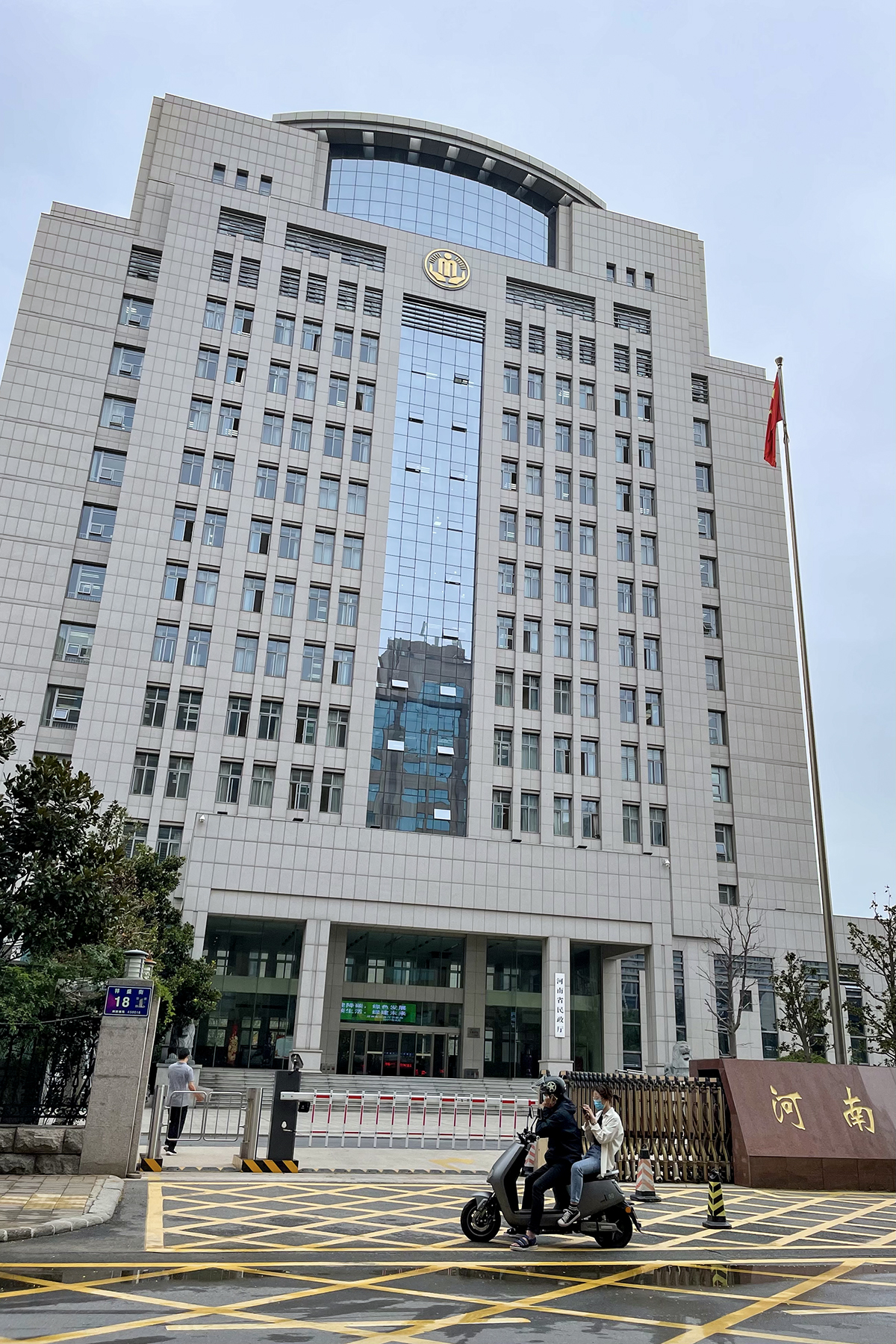
河南省民政厅办公大厦

河南省民政厅是中华人民共和国河南省人民政府主管省内民政事业的组成部门。

## 机构沿革
河南省民政厅设立于1949年5月。1971年11月成立河南省革命委员会民政局，1979年3月改为省民政厅。

## 机构设置
河南省民政厅下设以下机构：

### 内设机构
- 办公室（政策法规处）
- 规划财务处
- 社会组织管理局(社会组织执法监督局)
- 社会救助处
- 基层政权建设和社区治理处
- 区划地名处
- 社会事务处
- 养老服务处
- 儿童福利处
- 慈善事业促进和社会工作处
- 人事教育处
- 机关党委
- 离退休干部工作处

### 厅属单位
- 河南省民政厅机关服务中心
- 河南省推拿职业学院
- 河南省康复辅具技术中心
- 河南省民政学校
- 河南省救助管理事务中心
- 河南省地名档案室
- 河南省福利彩票发行中心
- 河南省社会事务服务中心
- 河南省社区老年服务中心
- 河南省低收入家庭认定指导中心
- 河南省慈善总会秘书处

## 历任领导
| 河南省民政厅厅长（1949年5月-1968年1月） - 贺崇生（1949年5月-1951年1月） - 欧阳景荣（1951年1月-1954年1月） - 施德生（1954年1月-1961年3月） - 王子谟（1961年3月-1962年4月） - 施德生（1962年4月-1968年1月） | 河南省民政厅厅长（1979年3月至今） - 蔡迈轮（1979年3月-1983年3月） - 杨清汾（1983年3月-1987年4月） - 卢振庭（1987年6月-1991年） - 杨德恭（1991年-2001年） - 王延明（2001年-2003年） - 孙培新（2003年-2008年） - 杨 云（2008年3月-2012年6月） - 冯 昕（2012年6月-2016年1月） - 王战营（2016年1月-2016年8月） - 鲍常勇（2016年9月-2021年9月） - 朱良才（2021年11月-） |